# Festival EXIT
Pour les articles homonymes, voir Exit.
Le festival EXIT (en serbe cyrillique : Егзит ou Ексит et serbe latin Egzit ou Eksit), également connu sous le nom de State of EXIT, est un festival de musique qui a lieu tous les étés dans la forteresse de Petrovaradin à Novi Sad, en Serbie.
Le festival EXIT se tient dans la forteresse de Petrovaradin, qui date du XVIIIe siècle et domine le Danube. Il a été créé en 2000 par trois étudiants de l'Université de Novi Sad, Bojan Bošković, Dušan Kovačević et Ivan Milivojev. En 2000 et 2001, il a été organisé par l'Union des étudiants de la Faculté de technologie de l'Université de Novi Sad. Depuis, plusieurs organisations non gouvernementales et sociétés commerciales se sont impliquées dans l'organisation du festival. Depuis 2007, il a fait l'objet d'offre de rachat de la part de plusieurs organisations officielles et non officielles[réf. nécessaire].
En 2007, les UK Festival Awards et Yourope, l'Association européenne des 40 plus importants festivals d'Europe, ont récompensé le festival EXIT, en le désignant comme le Meilleur festival européen.

## Histoire

### EXIT 00
La première manifestation du Festival EXIT a eu lieu pendant 100 jours au cours de l'été 2000. Les concerts se partageaient alors plusieurs scènes, comme la Faculté de philosophie de l'Université de Novi Sad et la rive gauche du Danube. À l'origine, le Festival possédait une forte connotation politique, représentant une autre forme des manifestations contre le régime de Slobodan Milošević, alors au pouvoir. En revanche, par peur de représailles, cet aspect était officiellement minoré et l'on avançait l'idée d'intéresser la jeunesse à la politique. En revanche, le lien entre le Festival et l'organisation Otpor, ainsi qu'avec d'autres forces du changement en Serbie, paraissait évident à tous les participants[réf. nécessaire].
Lors de sa première édition, le festival accueillit des groupes nationaux, comme Darkwood Dub, les Orthodox Celts, Eyesburn, Van Gogh, Atheist Rap, Deca loših muzičara. Le festival prit fin quelques jours avant les élections fédérales du 24 septembre 2000, qui ouvrirent la voie à la révolution des bulldozers, qui elle-même précipita la chute de Slobodan Milošević. Le mot d'ordre du festival était alors « EXIT après dix ans de folie », une référence évidente au régime de Milošević[réf. nécessaire].

### EXIT 01
Après avoir réglé quelques difficultés avec les autorités municipales pour l'occupation du site de la forteresse de Petrovaradin, le Festival EXIT traversa le Danube et s'installa dans le site historique de la citadelle. Le Festival dura du 6 au 14 juillet 2001 et célébra le départ de Milošević et l'ouverture au monde de la Serbie après des années d'isolement. L'événement fut connu sous le nom de EXIT - Festival d'été du bruit.
Le Festival EXIT fut soutenu par l'Opposition démocratique de Serbie (DOS), tant au niveau du gouvernement municipal et provincial qu'au niveau national. Le festival se caractérisa par la présence de nombreux hommes politiques. Il fut inauguré par le président de l'Assemblée de la province autonome de Voïvodine Nenad Čanak et par le maire de Novi Sad Borislav Novaković. Le ministre des Finances, Božidar Đelić, et le gouverneur de la Banque nationale de Serbie, Mlađan Dinkić, interprétèrent un titre du groupe Ekatarina Velika[réf. nécessaire].
Des groupes et des musiciens étrangers se produisirent lors de ce festival, comme Finley Quaye, Banco de Gaia, Kosheen, Tony Allen, manCHILD, Maximum Roach, 4 Hero, etc. Darko Rundek ou le groupe KUD Idijoti, venus de Croatie, se produisirent sur scène, ce qui ne s'était pas vu en Serbie depuis une décennie.
Cette même année, les organisateurs commencèrent à dessiner le profil musical du festival. Tandis que la scène principale était réservée à des artistes de dimension internationale ou nationale, ils mirent en place d'autres scènes, ouvertes à des artistes moins connus. Le festival s'accompagna de représentations théâtrales, données par des troupes venues de toutes les régions de l'ex-Yougoslavie ; des tables rondes furent organisées, dans un esprit de réconciliation entre les nations de l'ancienne entité yougoslaves[réf. nécessaire].

### EXIT 02
Cette édition eut lieu du 5 au 13 juillet 2002. Le festival 2002 se caractérisa par la percée de nouveaux DJ comme David Morales, Darren Emerson, LTJ Bukem, Lottie, Marshall Jefferson et Erick Morillo. Sur la scène principale se produisirent des artistes comme Asian Dub Foundation, Transglobal Underground, Smoke City, Blue States etc. L'EXIT 02 produisit des artistes qui avaient déjà participé au festival, comme Tony Allen, manCHILD, Banco de Gaia, Darko Rundek, Roni Size, Van Gogh et Love Hunters.
Le festival accueillit 250 000 visiteurs en neuf jours[réf. nécessaire]. Malgré cela, l'ensemble provoqua une certaine déception et les organisateurs annoncèrent une perte de 300 000 €, ce qui provoqua des accusations de mauvaise gestion de la part de la section de Novi Sad du Parti démocratique. Le parti annonça alors la création d'une commission à l'intérieur de l'assemblée municipale de Novi Sad, destinée à contrôler les finances du festival.

### EXIT 08
Après avoir remporté le prix de l'UK Festival Award récompensant le meilleur festival européen, le Festival EXIT 2008 a eu lieu du 10 au 13 juillet 2008.
Parmi les artistes et groupes attendus, on peut citer Audion, Axwell, Bad Copy, The BellRays, Ben Watt, Booka Shade, Claude VonStroke, Deep Dish, Dillinja, DJ Hype, Francois K, Gentleman & The Far East Band, Gogol Bordello, Gossip, High Contrast, The Hives, Juliette and the Licks, Kruder & Dorfmeister, Laurent Garnier, Let 3, Manu Chao, Miguel Migs avec Lisa Shaw, Ministry, Moomin, N.E.R.D., Nightwish, Noisia, Paul Weller, The Presets, Primal Scream, Roni Size, Sex Pistols, Sham 69, Shy FX & MC:SP, Soulwax, Sven Väth,Tiamat, Tiga, Tom Novy, Vatra, Zdob şi Zdub.

### EXIT 09
Le festival s'est déroulé du 9 au 12 juillet 2009. La programmation était la suivante : Arctic Monkeys, Moby, Andy C & MC GQ, Bryan Gee & Kenny Ken & MC Skibadee, Buzzcocks, Carl Cox, Green Velvet, Delinquent Habits, Ebony Bones, Eric Prydz, Adam Beyer, Etienne de Crecy (live), Fucked Up, Grandmaster Flash, Gui Boratto (live), Hannah Holland, Tayo, Heidi., Justin Martin, James Zabiela, Nic Fanciulli, Kissy Sell Out, Alex Metric, Korn, Kraftwerk, Lily Allen, Loco Dice, Magda, Madness, Mando Diao, Manic Street Preachers, Marko Nastić, Valentino Kanzyani, Max Romeo, Obojeni program, Overdrive (en), Patti Smith, Paul Woolford, Yousef, Reboot live, Richie Hawtin, Dubfire, Roots Manuva, Sander Kleinenberg, Darren Emerson, Sasha, John Digweed, Steve Angello, Sebastian Ingrosso, Steve Lawler, Lee Burridge, The Herbaliser, The Japanese Popstars (live), The Prodigy.

### EXIT 10
Le festival s'est déroulé du 8 au 11 juillet 2010. La programmation était la suivante : David Guetta, Mika, Missy Elliott…

### EXIT 11
Le festival s'est déroulé du 7 au 10 juillet 2011. La programmation était la suivante : Arcade Fire, Portishead, Pulp, Paul Kalkbrenner, Grinderman, Jamiroquai, M.I.A., Bad Religion, Kreator, Beirut, House of Pain, Digitalism (live), Underworld, Steve Aoki, Joachim Garraud, Tiga, Deadmau5, Gesaffelstein, Magnetic Man, Joris Voorn, James Zabiela, Carl Craig, Hadouken!, Groove Armada, Fedde Le Grand, Maya Jane Coles, Go Back to the Zoo, Bailey et Stark? The Good Guys, Marco Carola, DJ Sneak, Better Lost Than Stupid, Partibrejkers, Gramophonedzie, tINI.

### EXIT 18
Le festival s'est déroulé du 12 au 15 juillet 2018. La programmation était la suivante : David Guetta, Grace Jones, Migos, LP, Ziggy Marley, Fever Ray.

### EXIT 19
Le festival s'est déroulé du 4 au 7 juillet 2019. La programmation était la suivante : The Cure, Carl Cox, Paul Kalkbrenner, Amelie Lens, The Chainsmokers, IAMDDB.

### EXIT 20
Le festival devait initialement avoir lieu du 9 au 12 juillet 2020, avec notamment DJ Snake, David Guetta, Tyga, James Arthur, Fat Boy Slim, Metronomy et bien d'autres. À la suite de la pandémie de Covid-19, l'édition sera finalement reportée du 13 au 16 août 2020. La nouvelle programmation est à venir.